# UniversCiné
UniversCiné est un service de vidéo à la demande français consacré au cinéma indépendant qui propose des films en location, à l'achat ou par abonnement. Lancé en 2007, il est détenu par une cinquantaine de producteurs et distributeurs indépendants.

## Historique

### Génèse (2001–2007)
En 2001, quatorze producteurs indépendants s'associent pour fonder la société Le Meilleur du Cinéma Français (LMCF). Après une brève incursion dans l'édition vidéo entre 2003 et 2005 (via Blaq Out), LMCF se lance dans la vidéo à la demande d'abord pour le ministère des Affaires étrangères, puis avec UniversCiné, ouvert au public en version bêta le 23 octobre 2006,. La plateforme est officiellement lancée six mois plus tard, le 18 avril 2007.
Soutenue par l'Union européenne, cette union permet une meilleure visibilité du cinéma d'auteur et une répartition des recettes plus équitable (50 % à 60 % des recettes nettes reviennent aux ayants droit).

### Développement (2007–2019)
Sous l'égide d'Alain Rocca, Le Meilleur du Cinéma (LMC), nouveau nom de la société éditrice depuis 2007, parvient rapidement à fédérer une cinquantaine de producteurs et distributeurs. En 2010, UniversCiné est à l'initiative d'EuroVOD, une alliance européenne d'acteurs indépendants de la VOD. Des déclinaisons d'UniversCiné voient le jour sur un modèle similaire : UniversCiné.be en Belgique, LeKino.ch en Suisse, Volta en Irlande, VOD.lu au Luxembourg, Sooner en Allemagne, etc..
En parallèle d'UniversCiné, le groupe commercialise les droits VOD d'un vaste catalogue de films indépendants et édite des services VOD à destination d'acteurs institutionnels (TV5Monde, Institut français, etc.) et privés (Cinémas à la demande pour Metropolitan Filmexport). En 2011, Arte et UniversCiné s'associent pour lancer Médiathèque Numérique, service de VOD destiné aux médiathèques et aux institutions culturelles
. LMC reprend également l'éditeur vidéo Blaq Out cette année-là.
Le distributeur Metropolitan Filmexport devient le premier actionnaire du groupe en 2010, rejoint par la Caisse des Dépôts en 2014. En 2015, UniversCiné cofonde la plateforme destinée au cinéma de patrimoine LaCinetek avec la Société des réalisateurs de films.
En plus de la vidéo à la demande en location et achat, UniversCiné lance début 2017 une offre sur abonnement, UnCut, proposant 40 films par mois. L'offre est arrêtée fin 2019. Une nouvelle équipe dirigeante prend le relais cette année-là.

### Évolution du service (depuis 2019)
UniversCiné relance une offre sur abonnement en septembre 2020, directement sous sa marque, avec 800 films au lancement. L'offre est enrichie par des accords avec MGM et Shellac en 2022. Elle revendiquait 26.000 abonnés en septembre 2022.
En 2022, Metropolitan Filmexport et LMC (socièté mère d'UniversCiné) prennent le contrôle d'UniversCiné Belgium en vue de constituer une holding et développer l'offre à l'échelle européenne. Dans ce but, UniversCiné fait l'acquisition de son concurrent historique Filmo en 2024.

## Identité visuelle

Logo d'UniversCiné en bêta de 2006 à 2007.
Logo d'UniversCiné de 2007 à 2009.
Logo d'UniversCiné de 2009 à 2015.
Logo d'UniversCiné de 2015 à 2017.
Logo d'UniversCiné de 2017 à 2019.
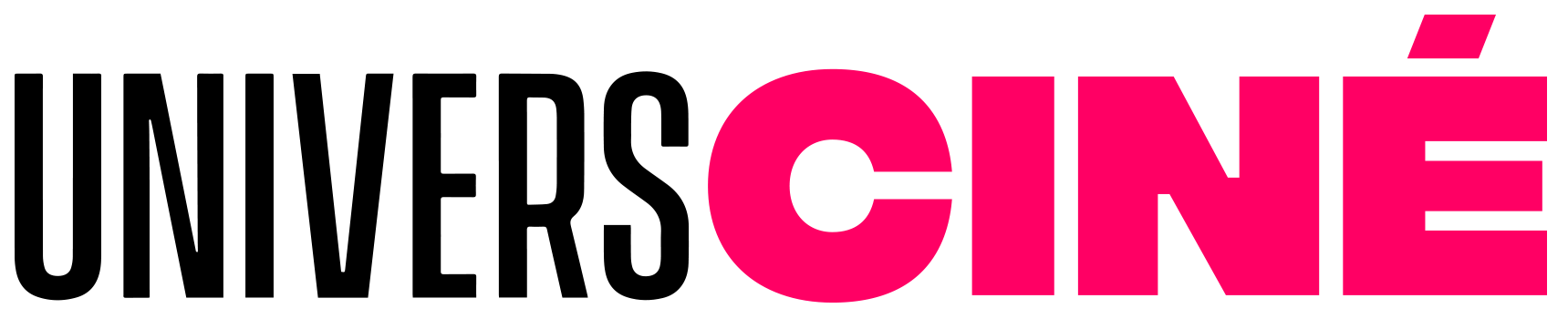
Logo d'UniversCiné depuis 2019.

## Gouvernance
Actionnaires
- 3B Productions
- Ad Vitam
- ADVA Films
- Agat-Films et Cie
- Archipel 35
- ARP
- Art House Films
- Atelier de Production
- Blue Monday Productions
- Caisse des Dépôts et Consignations
- Ce Qui Me Meut
- Celluloid Dreams
- Cine Nomine
- Diaphana Films
- Dulac Distribution
- Elia Films
- Elzévir Films
- Forum Films
- Haut et Court
- Haut et Court Distribution
- Haute Fidélité
- Interscoop
- JBA Production
- Jour2Fête
- K'ien Productions
- Lazennec et Associés
- Le Petit Bureau
- Le Premier Poisson
- Les Films de la Croisade
- Les Films d’Ici
- Les Films du Kiosque
- Les Films du Losange
- Les Films Pelléas
- MACT Productions
- Magouric Productions
- Mediatika
- Memento Distribution
- Metropolitan Filmexport
- MK2 Films
- Moby Dick Films
- Nord-Ouest Films
- Paname Distribution
- Program33
- Pyramide
- SBS Productions
- Société Parisienne de Production
- Sombrero Films
- Tessalit Productions
- The Party Film Sales
- Trésor and Co
- TS Productions
- Why Not Productions
- Zinc.

Présidents
- 2001 – 2006 : François Marquis (Les Productions Bagheera)
- 2006 – 2007 : Marc Bordure (Agat-Films et Cie)
- 2007 – 2019 : Alain Rocca (Lazennec et Associés)
- depuis 2019 : Denis Carot (Elzévir Films)

Directeurs généraux
- 2007 – 2019 : Jean-Yves Bloch
- depuis 2019 : Denis Rostein